# Jin Andi
Andi (安帝) est un empereur de Chine de la dynastie Jin de l'Est né en 382 et mort en 419. Il règne de 396 à sa mort, avec une brève interruption en 403-404.

## Biographie
Sima Dezong est le fils aîné de l'empereur Xiaowudi et de sa concubine Chen Guinü. Il monte sur le trône après l'assassinat de son père, en 396. En raison de son incapacité, son oncle Sima Daozi (en) assure la régence. En 399, Sima Daozi est évincé par son propre fils Sima Yuanxian (en).
Fin 401, Sima Yuanxian est vaincu et exécuté par le seigneur de guerre Huan Xuan (en), qui devient à son tour régent avant de contraindre l'empereur à abdiquer en sa faveur en 403. Son règne en tant qu'empereur Wudao est de courte durée : dès l'année suivante, le général Liu Yu le bat et rétablit Andi sur le trône, sous sa tutelle. Il exerce le pouvoir en son nom jusqu'en 419, lorsqu'il le fait assassiner.
Le frère cadet d'Andi devient empereur sous le nom de Gongdi. Il ne règne pas plus d'un an avant que Liu Yu ne le contraigne à abdiquer en sa faveur, mettant un terme à la dynastie des Jin orientaux.